# Novoukraiinka, Baștanka
Novoukraiinka (în ucraineană Новоукраїнка) este un sat în comuna Iermolivka din raionul Baștanka, regiunea Mîkolaiiv, Ucraina.

## Demografie
Componența lingvistică a localității Novoukraiinka
     Ucraineană (87,89%)
     Rusă (8,3%)
     Română (2,77%)
Conform recensământului din 2001, majoritatea populației localității Novoukraiinka era vorbitoare de ucraineană (87,89%), existând în minoritate și vorbitori de rusă (8,3%), română (2,77%) și armeană (1,04%).